# Rathaus Schöneberg (stacja metra)
Rathaus Schöneberg – stacja metra w Berlinie, w dzielnicy Schöneberg, w okręgu administracyjnym Tempelhof-Schöneberg na linii U4. Stacja została otwarta w 1910 r.